# مارفن بريان
مارفن بريان (بالإنجليزية: Marvin Bryan)‏ (2 أغسطس 1975 ببادنغتون في المملكة المتحدة - ) هو لاعب كرة قدم بريطاني في مركز الدفاع. لعب مع كوينز بارك رينجرز ونادي بلاكبول ونادي بوري ونادي دونكاستر روفرز ونادي روذرهام يونايتد.

## وصلات خارجية
- مارفن بريان على موقع قاعدة بيانات كرة القدم.إي يو (الإنجليزية)
- مارفن بريان على موقع Soccerbase.com (لاعب) (الإنجليزية)